# Mazagão Atlético Clube
O Mazagão Atlético Clube, ou simplesmente conhecido como Mazagão, é um clube de futebol brasileiro, da cidade de Mazagão, no estado do Amapá. Fundado no dia 23 de janeiro de 1979, tem como suas cores o azul-celeste e branco.
Manda seus jogos no Estádio Aluizio Videira, o "Videirão", com capacidade para 2.000 torcedores. Atualmente encontra-se licenciado das competições profissionais.

## História
Fundado em 23 de janeiro de 1979, o clube só disputaria o Campeonato Amapaense pela primeira vez em 1999, terminando em 5º lugar. Seu melhor desempenho foi na edição seguinte, quando foi vice-campeão.
Entre 2003 e 2004, se licenciou do futebol, regressando em 2005 já na Segunda Divisão, ficando em 3º na classificação. Ausentou-se novamente por mais 2 anos, voltando em 2008 para jogar o Campeonato Amapaense, terminando em quarto lugar e tendo ainda o artilheiro da competição, Joab, com 7 gols.
A equipe disputou ainda os campeonatos de 2009 e 2011, ficando respectivamente em terceiro e quarto lugar, não voltando a jogar desde então, embora um retorno às competições chegasse a ser anunciado em 2015.

### Desfiliação
Em fevereiro de 2021, a Federação Amapaense de Futebol anunciou que o Mazagão foi excluído da lista de clubes filiados à entidade, juntamente com Cristal e São José. Segundo a FAF, o longo período de inatividade foi decisivo para a desfiliação das 3 equipes.

### Refiliação
A Federação Amapaense de Futebol, através de ofício, tornou sem efeito a desfiliação do Mazagão Atlético Clube, que tinha acontecido em 2021 por conta de um longo período de inatividade. Segundo o documento, a equipe apresentou provas de sua impossibilidade em se regularizar e participar de campeonatos promovidos pela FAF. O clube vai disputar os campeonatos estaduais profissionais (masculino e feminino) e de base, além de competições de atletismo, em 2023. “É oficial! Estamos de volta e filiados à FAF, prontos para um recomeço repleto de glórias”, diz publicação do clube em suas redes sociais.

## Estatísticas

### Participações
|  | Participações em 2025 |

| Competição | Competição           | Temporadas | Melhor campanha           | Estreia | Última | P | R |
| Amapá      | Campeonato Amapaense | 8          | Vice-campeão (2000)       | 1999    | 2011   |   | – |
| Amapá      | Segunda Divisão      | 2          | 3º colocado (2005 e 2025) | 2005    | 2025   | – |   |
|            | Copa Norte           | 1          | 5º colocado (2001)        | 2001    | 2001   |   |   |

### Campeonato Amapaense - 1ª Divisão
| Ano  | 1990 | 1991 | 1992 | 1993 | 1994 | 1995 | 1996 | 1997 | 1998 | 1999 |
| ---- | ---- | ---- | ---- | ---- | ---- | ---- | ---- | ---- | ---- | ---- |
| Pos. | —    | —    | —    | —    | —    | —    | —    | —    | —    | 5º   |
| Ano  | 2000 | 2001 | 2002 | 2003 | 2004 | 2005 | 2006 | 2007 | 2008 | 2009 |
| Pos. | 2º   | 4º   | 3º   | —    | —    | —    | —    | —    | 4º   | 3º   |
| Ano  | 2010 | 2011 | 2012 | 2013 | 2014 | 2015 | 2016 | 2017 | 2018 | 2019 |
| Pos. | —    | 4º   | —    | —    | —    | —    | —    | —    | —    | —    |
| Ano  | 2020 |      |      |      |      |      |      |      |      |      |
| Pos. | —    |      |      |      |      |      |      |      |      |      |

### Campeonato Amapaense - 2ª Divisão
| Ano  | 2005 | 2025 |
| Pos. | 3º   | 3º   |
| ---- | ---- | ---- |

### Copa Norte
| Ano  | 2001 |
| ---- | ---- |
| Pos. | 5º   |